# Der Clan. Die Geschichte der Familie Wagner
Der Clan. Die Geschichte der Familie Wagner (též uváděn jako Der Wagner-Clan. Eine Familiengeschichte) je německo-rakouský hraný film z roku 2013, který režírovala Christiane Balthasar. Film popisuje osudy členů rodiny Wagnerů po smrti skladatele Richarda Wagnera.

## Děj
V Benátkách umírá v roce 1883 Richard Wagner a vdova Cosima přebírá vedení Hudebních slavností v Bayreuthu. Odkazu svého manžela obětuje vše a vede k tomu také své děti. Nejstarší Isolda se proti vůli matky provdá za dirigenta Franze Beidlera, který by chtěl festival vést podle svých představ. Eva si vezme anglického spisovatele Houstona Stewarta Chamberlaina. Nejmladší potomek a jediný syn Siegfried udržuje utajovaný vztah s Dorianem Daviesem. Roztržka mezi Cosimou a Isildou vede k soudnímu sporu, po kterém je Isolde vyděděna. Siegfried se stává dědicem hudebního odkazu Richarda Wagnera. Musí se vzdát vztahu s Dorianem a je oženěn s Winifred. Příběh končí v roce 1930, kdy manželé očekávají návštěvu vycházející politické hvězdy Adolfa Hitlera.

## Obsazení
| Iris Berben            | Cosima Wagnerová            |
| Heino Ferch            | Houston Stewart Chamberlain |
| Justus von Dohnányi    | Richard Wagner              |
| Petra Schmidt-Schaller | Isolde Wagnerová            |
| Lars Eidinger          | Siegfried Wagner            |
| Eva Löbau              | Eva Wagnerová               |
| Felix Klare            | Franz Beidler               |
| Vladimir Burlakov      | Dorian Davies               |
| Friederike Becht       | mladá Cosima Wagnerová      |
| Katharina Haudum       | Winifred Wagnerová          |